# Giorgio Ronconi
Giorgio Ronconi (Milán, 6 de agosto de 1810-Madrid, 8 de enero de 1890) fue un barítono italiano, famoso en su tiempo por sus interpretaciones de las óperas de Verdi y Donizetti, y que cantó el papel protagonista de la ópera Nabucco, de Verdi, en su estreno en 1842.

## Biografía
Estudió canto con su padre, el tenor Domenico Ronconi (1772 - 1839), e hizo su debut en Pavía, en 1831, con el papel de Valdenburgo de La straniera, de Bellini. Entre 1833 y 1843 cantó en los estrenos de siete óperas de Donizetti: Il furioso all'isola di San Domingo (Roma, 1833), Torquato Tasso (Roma, 1833), Il campanello di notte (Nápoles, 1836), Pia de' Tolomei (Venecia, 1837), Maria de Rudenz (Venecia, 1838), Maria Padilla (Milán, 1841) y Maria di Rohan (Viena, 1843). Se presentó en La Scala en 1839 con Lucia di Lammermoor, y allí estrenó el Nabucco de Verdi el 9 de marzo de 1842. Cantó habitualmente en Londres entre 1847 y 1866, presentando allí el papel de Rigoletto.
Ronconi cantó en la temporada inaugural del Teatro Real de Madrid, regresando cinco años después. Tras una larga ausencia, se presentó de nuevo en el teatro madrileño en la temporada 1874/75, en Lucrezia Borgia, con resultados decepcionantes por el mal estado de su voz, lo que lo decidió a retirarse definitivamente y a instalarse en España. En 1861 fundó la Escuela de Música y Declamación "Isabel II" de Granada, germen del futuro Real Conservatorio Superior de Música de Granada y, posteriormente, enseñó en el Real Conservatorio Superior de Música de Madrid. Falleció en Madrid a los 79 años.
Ronconi representa el prototipo del barítono «verdiano» moderno. Como apuntaba una revista de la época (1847):
«Su voz no es particularmente melodiosa, ni su entonación estrictamente precisa... sin embargo... Su potencia es inmensa, y su extensión extraordinaria para un barítono. En los pasajes en forte su volumen llena el teatro como un trueno; en las frases apasionadas, cuando el artista alcanza un Sol, o a veces un La, con toda su potencia, el efecto es casi eléctrico».
Estas características, con tal potencia en el registro agudo, sin precedentes por entonces, se revelaron especialmente adecuadas para el carácter de barítono que desarrolló Verdi, y sirvieron de modelo a la siguiente generación de barítonos. Ronconi se casó con la soprano Elguerra Giannoni. Su hermano Sebastiano Ronconi (1814 - 1900) fue también barítono, y tuvo una exitosa carrera en Europa y América.